# Regroupement des entraîneurs et éducateurs de rugby
Le Regroupement des entraîneurs et éducateurs de rugby, appelé TECH XV, est le syndicat des entraîneurs et éducateurs de rugby professionnels français. Il a été fondé en 1997 et son siège se trouve dans locaux de la Ligue nationale de rugby à Paris. Il est présidé par Didier Nourault depuis 2020.

## Historique
En 1997, les entraîneurs de rugby se regroupent au sein de l'UNER (Union nationales des entraîneurs de rugby). En 2000, l'association change de statuts et est renommée SNER (Syndicat national des entraîneurs de rugby). En 2001, le SNER embauche son premier salarié afin de s'occuper de la gestion du syndicat. En 2002, il adhère à la CFE-CGC pour négocier de la convention collective nationale du sport. En 2003, le syndicat est de nouveau renommé en TECH XV (Regroupement des entraîneurs et éducateurs de rugby).
Depuis 2004, la Ligue nationale de rugby organise, en association avec Provale et TECH XV, la cérémonie de la Nuit du rugby afin de récompenser, chaque année, les meilleurs joueurs, entraîneurs et arbitres des championnats de France professionnels de rugby à XV.
En 2006, TECH XV embauche son deuxième salarié. En 2008, il s'unit avec les syndicats des entraîneurs de football, handball, basket et volley pour former la Fédération des entraîneurs professionnels. En 2009, il quitte la CFE-CGC pour rejoindre les rangs de la CFDT.
En 2014, TECH XV ouvre un collège aux préparateurs physiques au sein de son comité directeur. Lors du samedi 11 novembre 2017, l'assemblée générale du syndicat approuve les modifications statutaires intégrant les analystes vidéo et les analystes de la performance.
Au 1er juillet 2018, TECH XV change de siège social du 25-27, avenue de Villiers à Paris au 4, rue Jules-Raimu à Toulouse.

## Objectifs
TECH XV, le Regroupement des entraîneurs et éducateurs de rugby, a pour objet de défendre les intérêts individuels et collectifs des techniciens en préservant leurs droits à l’emploi, mais aussi à l’exercice et l’organisation de leur activité.
La première mission de TECH XV est de défendre et promouvoir la profession d’entraîneur et de préparateur physique, en apportant une aide et un conseil individuel aux adhérents lors de la négociation de leur contrat mais aussi lors d’une rupture anticipée, en négociant des accords collectifs, en participant activement auprès du Ministère des sports et de la FFR à la mise en place des certifications dans le domaine du rugby, en proposant des services aux membres et en échangeant avec des entraîneurs et préparateurs physiques d’autres disciplines à travers la création de la Fédération des entraîneurs professionnels (FEP).
TECH XV est aussi présent pour informer et fédérer les techniciens du rugby grâce à 3 outils de communication : newsletter pour les adhérents, le site internet et TECH XV Magazine.

## Organisation
TECH XV possède un comité directeur, élu par les adhérents du regroupement, qui comporte 13 membres répartis selon les collèges d’appartenance (professionnel, fédéral, centre de formation et préparateur physique). Il se réunit tous les mois pour définir la politique et les orientations du syndicat et reste le garant de la bonne représentativité de la profession auprès des institutions. Son président actuel est Alain Gaillard, sa directrice générale est Marion Pélissié.
TECH XV est représenté au comité directeur de la Fédération française de rugby, à la commission des agents et à la commission du statut ainsi qu'au sein de l'assemblée générale de la Ligue nationale de rugby, au comité directeur et dans différentes commissions : sportive, juridique, calendrier/compétition, composition des effectifs. Il est aussi membre de la commission mixte formation LNR/FFR, de la commission paritaire convention collective du rugby professionnel, de la commission paritaire du statut du joueur et de l’entraîneur de fédérale et de la commission paritaire de la convention collective nationale du sport.

## Gouvernance

### Liste des présidents
- 2002-2007 : Alain Gaillard
- 2007-2013 : Jean-Louis Luneau
- 2013-2020 : Alain Gaillard
- Depuis 2020 : Didier Nourault

### Comité directeur élu le 21 octobre 2013
Lors de l'assemblée générale élective de TECH XV du 21 octobre 2013 qui s’est tenue à Paris, le syndicat a procédé à l’élection du nouveau comité directeur et de son président :
- Président  : Alain Gaillard (collège professionnel)
- Vice-Président : Christophe Urios (collège professionnel)
- Secrétaire  : Philippe Canitrot (collège centre de formation)
- Trésorier : Laurent Mignot (collège professionnel)
- Autres membres :
  - Olivier Nier (collège professionnel)
  - Didier Nourault (collège professionnel)
  - Walter Olombel (collège centre de formation)
  - Christian Cauvy (collège amateur)
  - Michel Berard (collège amateur)

Le comité directeur de TECH XV a décidé d’associer deux membres d’honneur en la personne de Jean-Louis Luneau et Antony Cornière.
Lors de son assemblée générale du 6 octobre 2014 à Paris, TECH XV a adopté l’ouverture d’un collège préparateur physique et l’augmentation de 2 à 4 membres, du collège des entraîneurs du secteur fédéral au comité directeur, dont un exerçant ou ayant exercé la fonction de conseiller rugby territorial (CRT). L’assemblée générale a alors organisé des élections partielles afin de compléter le comité directeur, qui passe ainsi de 9 à 13 membres, conformément au nouveau statut. Ont donc été élu :
- Collège fédéral
  - Jean-Louis Luneau
  - Antony Cornière (en tant que CRT)
- Collège préparateur physique
  - Alexis Dejardin
  - Gilbert Gascou

Lors de son assemblée générale du lundi 23 novembre 2015, le comité directeur de TECH XV a enregistré l’arrivée de Jérôme Daret au sein du Collège centre de formation à la place de Philippe Canitrot.

### Comité directeur élu le 10 octobre 2016
Lors de l’assemblée générale élective de TECH XV du 10 octobre 2016 qui s’est tenue en marge de la Nuit du rugby, le syndicat a procédé à l’élection du nouveau comité directeur et de son président :
- Président : Alain Gaillard (collège professionnel)
- Vice-président : Christophe Urios (collège professionnel)
- Secrétaire général : Jérôme Daret (collège centre de formation puis collège fédéral)
- Trésorier : Laurent Mignot (collège professionnel puis collège centre de formation)
- Autres membres :
  - Olivier Nier (collège professionnel)
  - Didier Nourault (collège professionnel)
  - Walter Olombel (collège centre de formation)
  - Christian Cauvy (collège fédéral)
  - Michel Berard (collège fédéral)
  - Jean-Louis Luneau (collège fédéral)
  - Antony Cornière (collège fédéral)
  - Alexis Dejardin (collège préparateur physique)
  - Gilbert Gascou (collège préparateur physique)

Depuis le 1er janvier 2018, TECH XV accueille les analystes vidéo et les analystes de la performance au sein de son regroupement. Lors de son comité directeur du 7 décembre 2017, deux représentants de ce collège sont désignés :
- Matthieu Leroy du Stade rochelais pour le secteur professionnel,
- Alexis Lalarme de Bourg-en-Bresse pour le secteur fédéral.

### Comité directeur élu le 16 décembre 2020
Le syndicat a procédé à l'élection du nouveau comité directeur et de son président le 16 décembre 2020 via un vote électronique :
- Président : Didier Nourault (collège professionnel)
- Vice-président : Alain Gaillard (collège professionnel)
- Secrétaire général : Jérôme Daret (collège centre de formation)
- Trésorier : Walter Olombel (collège centre de formation)
- Autres membres :
  - Pierre-Henry Broncan (collège professionnel)
  - Olivier Nier (collège professionnel)
  - Xavier Péméja (collège professionnel)
  - Christian Cauvy (collège fédéral)
  - Antony Cornière (collège fédéral)
  - Pierre-Etienne Coudert (collège fédéral)
  - David Courteix (collège fédéral)
  - Olivier Barbier (collège préparateur physique)
  - Gilbert Gascou (collège préparateur physique)
  - Alexis Lalarme (collège analyste rugby)
  - Matthieu Leroy (collège analyste rugby)

## IFER: Institut de formation des entraîneurs de rugby
A l’initiative de TECH XV a été créé, en août 2005, l’Institut de formation des entraîneurs de rugby.
Cette association paritaire, composée de TECH XV, l’UCPR (Union des clubs professionnels de rugby) et la LNR (Ligue nationale de rugby), a pour objet de proposer une offre de formation continue à l’ensemble des éducateurs et des entraîneurs de rugby en complément du dispositif de formation initiale de la FFR et du Ministère des Sports.
Tout comme TECH XV, l’IFER s’attache au respect de la réglementation sur l’encadrement, l’enseignement et l’animation des activités sportives contre rémunération qui visent à assurer la sécurité des pratiquants et des tiers.